# Stadio Loro-Boriçi
Lo stadio "Loro Boriçi" è un impianto polivalente che si trova a Scutari, in Albania. È stato fondato nel 1946 col nome di Vojo Kushi Stadium ed è lo stadio in cui gioca il Vllaznia. Ha una capienza di 16.000 posti a sedere. Lo stadio è intitolato a Loro Boriçi, calciatore albanese attivo negli anni quaranta e cinquanta.
A dicembre 2015 iniziarono i lavori di restyling dello stadio per ospitare la nazionale di calcio dell'Albania, per poi essere terminati nel 2016. Ad oggi è il secondo stadio in Albania per capienza dopo l’Arena Kombëtare di Tirana. Nel 2016 ospitò la Nazionale di calcio del Kosovo (per via della ristrutturazione dello Stadio Fadil Vokrri a Pristina) dove gioco le qualificazioni al campionato mondiale di calcio 2018 - UEFA.